# شنباري
قرية شنباري هي إحدى القرى التابعة لمركز أوسيم في محافظة الجيزة في جمهورية مصر العربية. حسب إحصاءات سنة 2006، بلغ إجمالي السكان في شنباري 7948 نسمة، منهم 4039 رجل و3909 امرأة.